# José Benincasa
José Benincasa   (Montevideo, 16 de juny de 1891 - Montevideo, segle XX) fou un futbolista uruguaià de la dècada de 1910.
Fou 38 cops internacional amb la selecció de l'Uruguai.
Pel que fa a clubs, defensà els colors de River Plate Football Club i Club Atlético Peñarol.